# Golfe de La Spezia
Le golfe de La Spezia (ou Golfe des Poètes) est un golfe de la mer de Ligurie, situé sur la côte nord-ouest de l'Italie. 

## Situation
Il est nommé d'après la ville de La Spezia, le principal port s'y trouvant. Il est compris entre les villes de Porto Venere (à l'ouest) et de Lerici (à l'est). Il comprend trois îles : Palmaria, Tino et Tinetto.